# Історія освіти
Історія освіти — це наука, яка вивчає розвиток освітніх систем, методів навчання, виховання та трансляції знань від найдавніших часів до сучасності. Вона досліджує, як змінювались освітні практики, соціальні та культурні умови навчання, а також вплив різних цивілізацій, філософських течій і політичних змін на процеси навчання і виховання.

## Історія розвитку адрагогіки[1]
Розвиток теорiї i практики освiти дорослих має значну хронологiчну тяглiсть i пройшов декiлька етапiв. Iсторично першим етапом становлення андрагогiки, як галузi, пов’язаної з розвитком практики навчання дорослих, розпочався iз середини 30-х рокiв XIX ст. Для багатьох країн Європи i Америки це був час стихiйного накопичення досвiду просвiтництва дорослого населення (переважно народних мас), що було викликано про - мисловим переворотом та глибокими соцiально-економiчними трансформацiями. Вiдтодi освiта почала розглядатися як один iз чинникiв полiпшеної якостi життя, а знання та квалiфiкацiя стають прiоритетними цiнностями людської життєдiяльностi. Iз наукових джерел вiдомо, що поняття «андрагогiка» було введено в науковий ужиток нiмецьким iсториком-педагогом А. Каппом у 1833 р. в його книзi «Освiтнi iдеї Платона», де обґрунтовується необхiднiсть «учитися все життя». Окремий роздiл своєї книги вчений присвятив освiтi дорослих, назвавши його «Andragogie». Вiн обґрунтував положення про важливiсть освiти саме для дорослого населення i сформулював якостi, важливi для такого навчання. А саме, А. Капп стверджував, що андрагогiка тiсно пов’язана з самоосвiтою i самодисциплiною та може застосовуватися як у системi загальної освiти, так i для професiйного навчання. Утiм першi спостереження й намагання осмислити навчання дорослих з’явилися в рамках традицiйної педагогiки. Ще Я. А. Коменський у своїх працях вказував про необхiднiсть продовження навчання у дорослому вiцi. На теренi вiтчизняної iсторiї аналогiчний термiн уперше використано в 1885 р. професором Київського унiверситету св. Володимира М. Оленицьким. У книзi «Повний курс педа - гогiки: керiвництво для зайнятих вихованням i навчанням Теорiя 24 виховання» вчений вживає поняття «андрагогiка» в контекстi розкриття ролi освiти в рiзнi перiоди розвитку людини (дитинство, юнiсть, зрiлiсть i старiсть) та стверджує думку про можливiсть людини навчатися протягом життя. У той час, переконаний вчений, як з вiком зменшується фiзична сила людини, потенцiал її iнтелектуального життя у зрiлому й старшому вiцi може зрiвнюватися з енергiєю молодi. Теоретичнi основи навчання дорослих розробив К. Ушинський у другiй половинi XIX ст. У вiдомiй статтi «Недiльнi школи» (1861 р.) вiн зазначав, що при навчаннi дорослих необхiдно: забезпечити зв'язок навчання з виробничою дiяльнiстю; ставити реальнi, практично важливi цiлi навчання; використо вувати у навчаннi життєвий досвiд тих хто навчається; максимально iндивiдуалiзувати навчання; придавати навчанню дорослих розвиваючий та неперервний характер. Наприкiнцi ХIХ ст. рiзнi аспекти навчання i виховання дорослих розглядалися в контекстi розробки теорiї позашкiльної освiти, яку здiйснювали вiдомi вiтчизнянi педагоги В. Вахтеров, М. Пирогов, К. Ушинський, А. Алчевська, Г. Фальборк та iн. У тi часи узагальнюючим термiном «Позашкiльна освiта» позначали сукупнiсть видiв просвiтницької дiяльностi, спрямованих на усi верстви дорослого населення. Проблеми освiти та навчання дорослих розробляли й вiдомi зарубiжнi педагоги. Продуктивними для андрагогiки стали iдеї великого американського вченого Дж. Дьюї (1859–1952 рр.) про навчання, що орiєнтоване на того, хто навчається, на його досвiд, що дає можливiсть досягнути практичної цiлi. На початку XX ст. проблематика навчання дорослої людини поступово вводиться вченими в контекст наук, що вивчають людину. У першу чергу це торкнулось психологiї – в частинi, що пов’язано з перiодизацiєю етапiв психiчного розвитку. На той час точка зору на здiбностi людини продовжувати навчання у рiзному вiцi була далеко не очевидною i вимагала доказiв. Проте з моменту виходу книги вiдомого американського дослiдника Е. Торндайка «Психологiя навчання дорослих» i опублiкування праць, де наведений аналiз особливостi вторинної спецiалiзацiї (Е. Ерiксон, Р. Гоулд, О. Бримм та iн.), наукова спiльнота отримує мiцний iмпульс до бiльш глибокого вивчення питань пiсляшкiльної освiти. Народження андрагогiки як науки вiдбулося в серединi XX ст., цьому сприяло ряд об’єктивних причин: розгортання науково-технiчної революцiї, що вимагало високого рiвня квалiфiкацiї основної маси економiчно активного населення; формування в суспiльствi свiдомого розумiння необхiдностi органiзацiї навчання для дорослого населення; становлення андрагогiки як окремої галузi знань. Один iз класикiв освiти дорослих, американський педагог Е. Лiндеман, ще на етапi зародження вчення висловився так: «Це нове починання називається освiтою дорослих не тому, що воно призначено для дорослих, а тому, що його горизонти визначає доросле життя, зрiлiсть». Розумiння термiну «андрагогiка» й нового пiдходу до навчання дорослих як самоспрямованого навчання сприяли працi аме - риканського теоретика й практика М. Ноулза. У 1940–60-х рр. спостерiгається активний пошук визначення специфiки її предмета, дослiдницьких методiв, категорiального апарата. Вченi рiзних країн (Канади – Д. Кiдд, США – М. Ноулз, Нiмеччини – Ф. Пеггелер, Югославiї – Б. Самоловчев, Польшi – Е. Рад - линська та iн.) детально розглядали широкий спектр взаємо - пов’язаних питань: як навчаються дорослi, якi в них освiтнi потреби; якими повиннi бути принципи та методи їх навчання; у чому специфiка вiдносин, що формується в системi дорослої освiти; яку роль вiдiграють соцiальнi умови в розвитку актив ностi дорослої людини в процесi навчання. Так формувалось коло проблем, характерних для андрагогiчного знання. До розробки проблеми iсторiї освiти дорослих в Українi долучилися й українськi вченi-педагоги. Зокрема, в докторськiй дисертацiї Л. Вовк «Генезис прiоритетних тенденцiй освiти дорослих в Українi (II половина ХIХ – 20-тi роки ХХ столiття)» (1995) iсторичний поступ освiти дорослих проаналiзований у площинi рiзних за характером соцiально-економiчних умов. Автор констатує, що запровадження освiти дорослих в Українi (ХIХ ст.) збiгається у часi з появою i розвитком неперервної освiти в Європi, динамiчними змiнами в науцi, соцiально26 економiчних вiдносинах. Ключовим концептом дослiдження Л. Вовк став розгляд iсторiї освiти дорослих у контекстi культурнонацiонального питання. Освiта дорослих схарактери зована як неформальна ланка освiти, проте термiн «андрагогiка» не вживається. Проблемi iсторiї освiти дорослих в Українi присвячена також докторська дисертацiя Л. Сiгаєвої – «Тенденцiї розвитку освiти дорослих в Українi (друга половина ХХ – початок ХХI ст.)» (2010), де проаналiзовано розвиток освiти дорослих в Українi впродовж означеного перiоду, виявлено тенденцiї та особливостi, пов’язанi iз соцiально-економiчним становищем та культурним поступом держави.

## Історія технічних засобів навчання[2]
Технічні засоби відображають епоху в якій вони створені. Якщо з’являється інноваційний технічний засіб, то його намагатимуться застосувати у певній сфері.
1.Використання пошти як засобу дистанційного навчання XVIII-XIX століттях. У 1728 році К. Філіпс створив перший курс дистанційного навчання. Уроки курсу розсилались студентам щотижня звичайною поштою. У 1840-х І. Пітман викладав у своїх учнів стенографію за допомогою листування у Великій Британії. Ця форма символічного письма була розроблена для покращення швидкості письма і була популярна серед професій таких як: секретарі, журналісти та ті професії, що пов’язані з обробкою великої кількості інформації. 2. Використання радіо як технічного засобу навчання. З 1906 Вісконсинський університет у Медісоні використовував навчальні матеріали та лекції, що були записані у вигляді фонографних записів. У 1922 році університет штату Пенсільванія – це перший коледж, який транслював курси по радіо. У 1925 році університет Айови починає пропонувати курси для п’яти різних курсів радіопереписки. У 1929 році в Огайо заснована школа, що використовувала радіоефіри для розповсюдження навчального контенту. 3.Використання телебачення як засобу навчання. У 1950 р. університет штату Айова запускає першу освітню телевізійну станцію. У 1953 р. університет Х’юстона починає пропонувати курси для телепереписки. 
4. Проектори як засіб навчання. У 1850 р. Вільям та Фредерік Лангенгейми придумали геніальну ідею, яка отримала назву Гіалотип, що у 1920-х р. стала популярною у викладачів і використовувався як ілюстративний засіб. Починаючи з 1950-х і 1980-х років використовувалися слайд-проектори у навчальних закладах. Пізніше їх аналогами були: діапроектори, фотозбільшувачі, діаскопи, стереоскопи, кодоскопи (що використовувався у 1940-х 1990-х роках як засіб для проектування зображення на стіну). 
5.Використання комп’ютерів та Інтернету у навчальних цілях. В освіті у цей період починають застосовувати революційні технічні засоби. 1924 Професор С. Прессі розробив перший електронний пристрій для навчання «Автоматичний учитель». Пристрій був розроблений для заміни стандартизованного тестування за допомогою автоматичної машини. У 1954 році Б.Ф. Скіннер винайшов «навчальну машину», яка дозволила школам здійснювати програмоване навчання. Тип навчальної машини Скіннера, яка називається GLIDER, відрізнялася від машини Прессі тим, що вона мала на меті навчати студентів, а не просто перевіряти їх знання. Пристрій мав незначний успіх. Професор Дон Бітцер з Університету Іллінойсу створив перший комп’ютерний навчальний засіб під назвою PLATO (Програмована логіка для автоматичних навчальних операцій). На початку PLATO використовувався для комп’ютерної освіти з метою підвищення грамотності учнів. Однак призначення пристрою швидко переросло у суто освітнє використання і стало наріжним каменем у сучасних обчисленнях. PLATO – прямий родоначальник сучасних систем електронного навчання, таких як Blackboard та WebCT Спочатку пристрій був розроблений виключно для фахівців з обчислювальної техніки, але завдяки інноваційним можливостям роботи в мережі він швидко став основою для онлайн-навчання та інтернет-спільноти. У 1966: І П. Суппес із Стенфордського університету започаткував керовану комп'ютером інструкцію з обладнанням IBM 1500. Він навчав дітей початкової школи за індивідуальними заняттями з математики, щоб доповнити навчанню вчителям. Суппес стверджував, що найбільшою цінністю комп'ютерів в освіті є індивідуальне навчання та підтримуваний діалог. Університет Іллінойсу створює інтернет-системи для доступу студентів до матеріалів курсу та записаних лекцій. Університет Іллінойсу створює інтернет-системи для доступу студентів до матеріалів курсу та записаних лекцій. ARPANET, технічний фундамент Інтернету, був створений шляхом з'єднання чотирьох університетських комп'ютерів. Первісною метою створення ARPANET була освітня для того, щоб користувачі могли використовувати ресурси в наукових установах. Однак сьогодні його широко розглядають як засновника сучасного Інтернету. У 1976 році побудовано перший віртуальний кампус, Coastline Community College, який пропонує дипломну програму повністю за допомогою курсів дистанційного керування, також відомих як телекурси (за допомогою телефону, телебачення, радіо, записів та касет). Віртуальний кампус працює за межами Фонтан-Веллі, штат Каліфорнія [4]. У 1984 році електронна університетська мережа створена для доступу до онлайнових курсів. 1985 Першу акредитовану онлайн-програму для випускників пропонує Південно-Східний університет Нова. У 1986 Електронна університетська мережа пропонує свій перший курс для використання з комп'ютерами на базі DOS та Commodore 64. У 1992 р. Університет Західного Мічигану розробляє систему автоматичного комп’ютеризованого оцінювання, відому як „Персоналізований підхід за допомогою комп’ютера”. У період 2000 по 2012 рік з’явилися платформи такі як: Moodle та Coursera. У 2013 університет Флориди – стає першим державним університетом, який працює лише в Інтернеті. У 1999: перший повністю акредитований онлайн-університет, Міжнародний університет імені Джонса ,відкрив свої двері в 1999 році. Він пропонував студентам онлайн-курси та дипломи з бізнесу та освіти до 2015 року, алевін був офіційно закритий. 
Отже, за допомогою технічних засобів людство, на кожному з етапів свого розвитку, прагнуло застосовувати в освіті нові способи передачі інформації такі як: радіо, телебачення, проектор, комп’ютер та Інтернет, що змінювало навчальний процес на етапі підготовки до заняття, інтегруючи технічний компонент у освітнє середовище.

## Список використаних джерел
| Текст вилучений зі статті через підозру в порушенні авторських прав |
| --- |
| Текст, що раніше перебував на цій сторінці, запідозрено в порушенні авторських прав на текст із таких джерел: https://eprints.cdu.edu.ua/4845/ https://eprints.cdu.edu.ua/4523/ Тому, хто повісив цей шаблон: На сторінку обговорення користувача, який розмістив цю статтю, варто додати повідомлення {{subst:nothanks cv\|Історія освіти\|url=https://eprints.cdu.edu.ua/4845/ https://eprints.cdu.edu.ua/4523/}} --~~~~. |
| До уваги користувача, який розмістив цю статтю Не редагуйте статтю зараз, навіть якщо ви збираєтеся її переписати. Дотримуйтесь вказівок нижче. - Якщо власник авторських прав на зазначений вище матеріал дозволяє використовувати його на умовах GNU FDL без незмінюваних секцій та Creative Commons із зазначенням автора / розповсюдження на тих самих умовах, будь ласка, сповістіть про це на сторінці обговорення цієї статті. - Якщо правовласником є ви, додайте на зазначеному вище ресурсі примітку: «Матеріали дозволено використовувати на умовах GNU FDL без незмінюваних секцій та Creative Commons із зазначенням автора / розповсюдження на тих самих умовах». - Якщо дозволу на використання цього матеріалу немає, будь ласка, зробіть одне з двох: 1. Напишіть хоча б гарний накид статті на цій підсторінці. Зверніть увагу: не треба копіювати текст, що порушує авторські права, на зазначену підсторінку й редагувати його. Якщо ви взялися за написання нової статті, не забудьте сповістити про це на сторінці обговорення. 2. Залиште все як є, і тоді статтю буде вилучено. У випадку, якщо новий текст написано не буде, цю статтю буде вилучено через тиждень після появи цього попередження (детальніше див. документацію шаблону). Вихідний текст цієї статті з можливим порушенням копірайту можна знайти в історії змін. Зверніть увагу, що розміщення у Вікіпедії матеріалів, автор яких не надав явного дозволу на їхнє використання відповідно до ліцензії GNU FDL без незмінюваних секцій та Creative Commons із зазначенням автора / розповсюдження на тих самих умовах, може бути порушенням законів про авторське право. Користувачів, які додають до Вікіпедії такі матеріали, може бути тимчасово позбавлено права редагувати статті. Попри все, ми завжди раді вашим оригінальним статтям. Дякуємо. Цю сторінку внесено до категорії Вікіпедія:Можливе порушення авторських прав. |

1. ↑  Десятов, Т. М., Лещенко, І. Т. (2022) Андрагогiка: теорiя, досвiд, перспективи : навч. посiб. для студентiв ЗВО. [Навчальний матеріал]
2. ↑  Бардадим  О.  В.  Історія  використання  освітніх технічних  засобів  навчання. Теоретичні  та  практичні дослідження молодих науковців : ХIV Міжнар. наук.-практ. конф. магістрантів та аспірантів (01–04 грудня 2020 року). Дніпро, 2020. С. 428–429